# Supercoppa di Cina
La Supercoppa di Cina (中国足球协会超级杯) è una competizione di calcio della Cina, istituita nel 1995, si è svolta regolarmente fino al 2003 per poi essere ripresa nel 2012.
La Supercoppa mette annualmente di fronte il club campione di Cina e quello vincitore della Coppa di Cina; dal 2017, se nella stessa stagione una squadra detiene entrambi i trofei, la competizione si disputa fra questa e la finalista perdente della coppa nazionale; invece, prima del 2017, era la squadra seconda classificata in campionato a dover fronteggiare la vincente di tutti i trofei nazionali.
Al 2025 sono state disputate 20 edizioni del torneo, che ha visto 10 vincitori diversi. Il primato di vittorie è dello Shanghai Shenhua, impostosi in 5 edizioni.
La squadra che attualmente detiene il titolo è lo Shanghai Shenhua.

## Albo d'oro
| Edizione  | Vincitore (volta)    | Data                     | Campione di Cina | Vincitore della Coppa di CIna | Risultato           | Sede                                                     | Spettatori    |
| --------- | -------------------- | ------------------------ | ---------------- | ----------------------------- | ------------------- | -------------------------------------------------------- | ------------- |
| 1995      | Shanghai Shenhua (1) | 9 dicembre 1995          | Shanghai Shenhua | Jinan Taishan                 | 1-0                 | Shanghai, stadio Hongkou                                 |               |
| 1996      | Dalian Wanda (1)     | 9 marzo 1997             | Dalian Wanda     | Beijing Guoan                 | 3-2                 | Shenzhen, stadio Shenzhen                                |               |
| 1997      | Beijing Guoan (1)    | 12 marzo 1998            | Dalian Wanda     | Beijing Guoan                 | 1-2 (dts)           | Wenzhou, Wenzhou Stadium                                 |               |
| 1998      | Shanghai Shenhua (2) | 7 marzo 1999             | Dalian Wanda     | Shanghai Shenhua              | 0-3                 | Mianyang, Mianyang Stadium                               |               |
| 1999      | Liaoning (1)         | 4 marzo 2000             | Shandong Taishan | Liaoning                      | 2-4                 | Shanghai, stadio Hongkou                                 |               |
| 2000      | Dalian Shide (2)     | 30 dicembre 2000         | Dalian Shide     | Chongqing Lifan               | 4-1                 | Shanghai, stadio Hongkou                                 |               |
| 2001      | Shanghai Shenhua (3) | 26 febbraio-2 marzo 2002 | Dalian Shide     | Shanghai Shenhua              | 1-3 (1-1/0-2)       | Shanghai, stadio Hongkou Dalian, Dalian People's Stadium |               |
| 2002      | Dalian Shide (3)     | 6 febbraio 2003          | Dalian Shide     | Qingdao Beilaite              | 1-0                 | Wuhan, Wuhan Sports Center                               |               |
| 2003      | Beijing Xiandai (2)  | 18 gennaio 2004          | Shanghai Shenhua | Beijing Xiandai               | 3-4                 | Wuhu, Olympic Park Stadium                               |               |
| 2004-2011 | Non disputata        | Non disputata            | Non disputata    | Non disputata                 | Non disputata       | Non disputata                                            | Non disputata |
| 2012      | Guangzhou E. (1)     | 25 febbraio 2012         | Guangzhou E.     | Tianjin Teda                  | 2-1                 | Canton, University City Stadium                          | 11.123        |
| 2013      | Jiangsu Sainty (1)   | 3 marzo 2013             | Guangzhou E.     | Jiangsu Sainty                | 1-2                 | Canton, Tianhe Stadium                                   | 14.817        |
| 2014      | Guizhou Renhe (1)    | 16 febbraio, 2014        | Guangzhou E.     | Guizhou Renhe                 | 0-1                 | Guiyang, Olympic Sports Center                           | 13.178        |
| 2015      | Shandong Taishan (1) | 14 febbraio, 2015        | Guangzhou E.     | Shandong Taishan              | 0-0 (dts) 3-5 (dtr) | Hangzhou, Yellow Dragon Sports Center                    | 16.974        |
| 2016      | Guangzhou E. (2)     | 27 febbraio, 2016        | Guangzhou E.     | Jiangsu Suning                | 2-0                 | Chongqing, stadio Olimpico                               | 50.380        |
| 2017      | Guangzhou E. (3)     | 25 febbraio, 2017        | Guangzhou E.     | Jiangsu Suning                | 1-0                 | Chongqing, stadio Olimpico                               | 49.560        |
| 2018      | Guangzhou E. (4)     | 26 febbraio, 2018        | Guangzhou E.     | Shanghai Shenhua              | 4-1                 | Shanghai, stadio Hongkou                                 | 23.998        |
| 2019      | Shanghai Haigang (1) | 23 febbraio, 2019        | Shanghai Haigang | Beijing Guoan                 | 2-0                 | Suzhou, Suzhou Olympic Sports Centre                     | 25.132        |
| 2020-2022 | Non disputata        | Non disputata            | Non disputata    | Non disputata                 | Non disputata       | Non disputata                                            | Non disputata |
| 2023      | Wuhan San Zhen (1)   | 8 aprile, 2023           | Wuhan San Zhen   | Shandong Taishan              | 2-0                 | Hangzhou, Yellow Dragon Sports Center                    | 26.998        |
| 2024      | Shanghai Shenhua (4) | 25 febbraio, 2024        | Shanghai Haigang | Shanghai Shenhua              | 0-1                 | Shanghai, stadio Hongkou                                 | 18.561        |
| 2025      | Shanghai Shenhua (5) | 7 febbraio, 2025         | Shanghai Haigang | Shanghai Shenhua              | 2-3                 | Kunshan, Kunshan Football Stadium                        | 30.927        |

## Vittorie per squadra
| Club                 | Vittorie | Sconfitte | Partecipazioni | Edizioni vinte               | Edizioni perse   |
| -------------------- | -------- | --------- | -------------- | ---------------------------- | ---------------- |
| Shanghai Shenhua     | 5        | 2         | 7              | 1995, 1998, 2001, 2024, 2025 | 2003, 2018       |
| Guangzhou E.         | 4        | 3         | 7              | 2012, 2016, 2017, 2018       | 2013, 2014, 2015 |
| Dalian Shide         | 3        | 3         | 6              | 1996, 2000, 2002             | 1997, 1998, 2001 |
| Beijing Guoan        | 2        | 2         | 4              | 1997, 2003                   | 1996, 2019       |
| Shandong Taishan     | 1        | 3         | 4              | 2015                         | 1995, 1999, 2023 |
| Jiangsu Suning       | 1        | 2         | 3              | 2013                         | 2016, 2017       |
| Shanghai Haigang     | 1        | 2         | 3              | 2019                         | 2024, 2025       |
| Liaoning             | 1        | 0         | 1              | 1999                         | -                |
| Beijing Renhe        | 1        | 0         | 1              | 2014                         | -                |
| Wuhan San Zhen       | 1        | 0         | 1              | 2023                         | -                |
| Chongqing Liangjiang | 0        | 1         | 1              | -                            | 2000             |
| Qingdao Hainiu       | 0        | 1         | 1              | -                            | 2002             |
| Tianjin Teda         | 0        | 1         | 1              | -                            | 2012             |

In grigio le squadre che non esistono più.

### Vittoria per titolo di provenienza
| Titolo di provenienza              | Vincitori |
| ---------------------------------- | --------- |
| Campioni di Cina                   | 10        |
| Detentori della Coppa di Cina      | 6         |
| Secondi classificati in campionato | 4         |

### Incontri ricorrenti
Dopo la 18ª edizione del 2023, undici di esse hanno visto un incontro mai più riproposto. Le altre sette edizioni sono riproposizioni di incontri già giocati in precedenza; la partita di Supercoppa cinese più disputata è Guangzhou — Jiangsu (tre volte).
- 3 incontri:

Guangzhou E. — Jiangsu Suning (2013, 2016, 2017)
- 2 incontri:

Dalian Shide — Beijing Guoan (1996, 1997)
Dalian Shide — Shanghai Shenhua (1998, 2001)
Shanghai Haigang — Shanghai Shenhua (2024, 2025)

### Incontri ricorrenti consecutivamente
- 2 incontri:

Guangzhou E. — Jiangsu Suning (2016-2017)
Dalian Shide — Beijing Guoan (1996-1997)

### Vittorie consecutive
- 3 vittorie:

Guangzhou E. (2016-2018)

### Partecipazioni consecutive
- 7 partecipazioni:

Guangzhou E. (2012-2018)
- 3 partecipazioni:

Dalian Shide (1996-1998, 2000-2002)
- 2 partecipazioni:

Jiangsu Suning (2016-2017)
Beijing Guoan (1996-1997)
Shanghai Haigang (2024-2025)
Shanghai Shenhua (2024-2025)

## Statistiche individuali

### Calciatori
In grassetto i giocatori ancora in attività in Super League.

#### Presenze
Dall'edizione 2012 in poi.
| Presenze | Nome            | Anni      | Squadre                                                      |
| -------- | --------------- | --------- | ------------------------------------------------------------ |
| 7        | Zhang Linpeng   | 2012-2025 | Guangzhou E. (5), Shanghai Haigang (2)                       |
| 6        | Feng Xiaoting   | 2012-2018 | Guangzhou E.                                                 |
| 6        | Yu Hanchao      | 2015-2025 | Guangzhou E. (4), Shanghai Shenhua (2)                       |
| 5        | Gao Lin         | 2012-2018 | Guangzhou E.                                                 |
| 5        | Wu Xi           | 2013-2025 | Jiangsu Suning (3), Shanghai Shenhua (2)                     |
| 4        | Zeng Cheng      | 2013-2017 | Guangzhou E.                                                 |
| 4        | Huang Bowen     | 2013-2018 | Guangzhou E.                                                 |
| 4        | Zheng Zhi       | 2013-2017 | Guangzhou E.                                                 |
| 4        | Li Xuepeng      | 2015-2018 | Guangzhou E.                                                 |
| 4        | Ricardo Goulart | 2015-2018 | Guangzhou E.                                                 |
| 4        | Ji Xiang        | 2013-2023 | Jiangsu Suning (3), Shandong Taishan (1)                     |
| 4        | Xie Pengfei     | 2016-2023 | Jiangsu Suning (2), Wuhan San Zhen (1), Shanghai Shenhua (1) |
| 4        | Li Ang          | 2016-2025 | Jiangsu Suning (2), Shanghai Haigang (2)                     |
| 3        | Elkeson         | 2013-2019 | Guangzhou E. (2), Shanghai Haigang (1)                       |
| 3        | Zhao Xuri       | 2012-2015 | Guangzhou E.                                                 |
| 3        | Qin Sheng       | 2012-2018 | Guangzhou E. (2), Shanghai Shenhua (1)                       |
| 3        | Zhou Yun        | 2013-2017 | Jiangsu Suning                                               |
| 3        | Alan Carvalho   | 2015-2018 | Guangzhou E.                                                 |
| 3        | Zhang Xiaobin   | 2016-2023 | Jiangsu Suning (2), Wuhan San Zhen (1)                       |
| 3        | Yan Junling     | 2019-2025 | Shanghai Haigang                                             |
| 2        | Sun Xiang       | 2012-2013 | Guangzhou E.                                                 |
| 2        | Darío Conca     | 2012-2013 | Guangzhou E.                                                 |
| 2        | Muriqui         | 2012-2013 | Guangzhou E.                                                 |
| 2        | Ren Hang        | 2013-2016 | Jiangsu Suning                                               |
| 2        | Kim Young-gwon  | 2013-2016 | Guangzhou E.                                                 |
| 2        | Zhang Chenglin  | 2014-2017 | Beijing Renhe (1), Guangzhou E. (1)                          |
| 2        | Li Jianbin      | 2014-2018 | Guangzhou E. (1), Shanghai Shenhua (1)                       |
| 2        | Paulinho        | 2016-2017 | Guangzhou E.                                                 |
| 2        | Zheng Long      | 2016-2017 | Guangzhou E.                                                 |
| 2        | Zhang Sipeng    | 2016-2017 | Jiangsu Suning                                               |
| 2        | Ramires         | 2016-2017 | Jiangsu Suning                                               |
| 2        | Alex Teixeira   | 2016-2017 | Jiangsu Suning                                               |
| 2        | Liu Dianzuo     | 2018-2023 | Guangzhou E. (1), Wuhan San Zhen (1)                         |
| 2        | Deng Hanwen     | 2018-2023 | Guangzhou E. (1), Wuhan San Zhen (1)                         |
| 2        | Zheng Zheng     | 2015-2023 | Shandong Taishan                                             |
| 2        | Liu Binbin      | 2015-2023 | Shandong Taishan                                             |
| 2        | Shi Ke          | 2019-2023 | Shanghai Haigang (1), Shandong Taishan (1)                   |

#### Plurimarcatori
| Reti | Nome            | Squadre          |
| ---- | --------------- | ---------------- |
| 3    | Ricardo Goulart | Guangzhou E.     |
| 3    | Wang Peng       | Dalian Shide     |
| 3    | Qu Leheng       | Liaoning         |
| 3    | Wang Tao        | Dalian Shide     |
| 2    | Alan Carvalho   | Guangzhou E.     |
| 2    | Cléo            | Guangzhou E.     |
| 2    | Hao Haidong     | Dalian Shide     |
| 2    | Orlando         | Shanghai Shenhua |
| 2    | Kenesei         | Beijing Guoan    |
| 2    | Marcelo         | Shanghai Shenhua |
| 2    | Olivas          | Beijing Guoan    |
| 2    | Gabrielzinho    | Shanghai Haigang |